# Wilhelm Kienzl (Politiker)

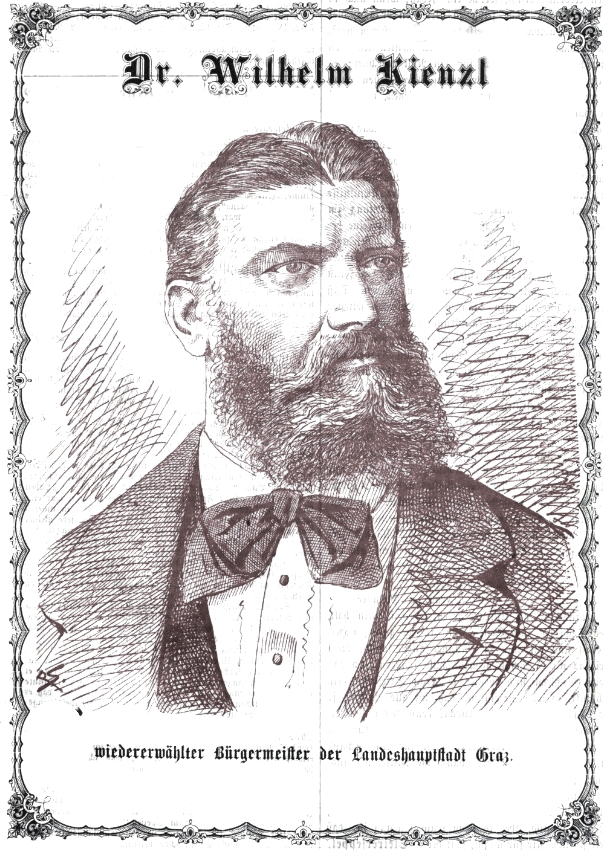
Wilhelm Kienzl, Zeitungsillustration anlässlich seiner Wiederwahl 1876

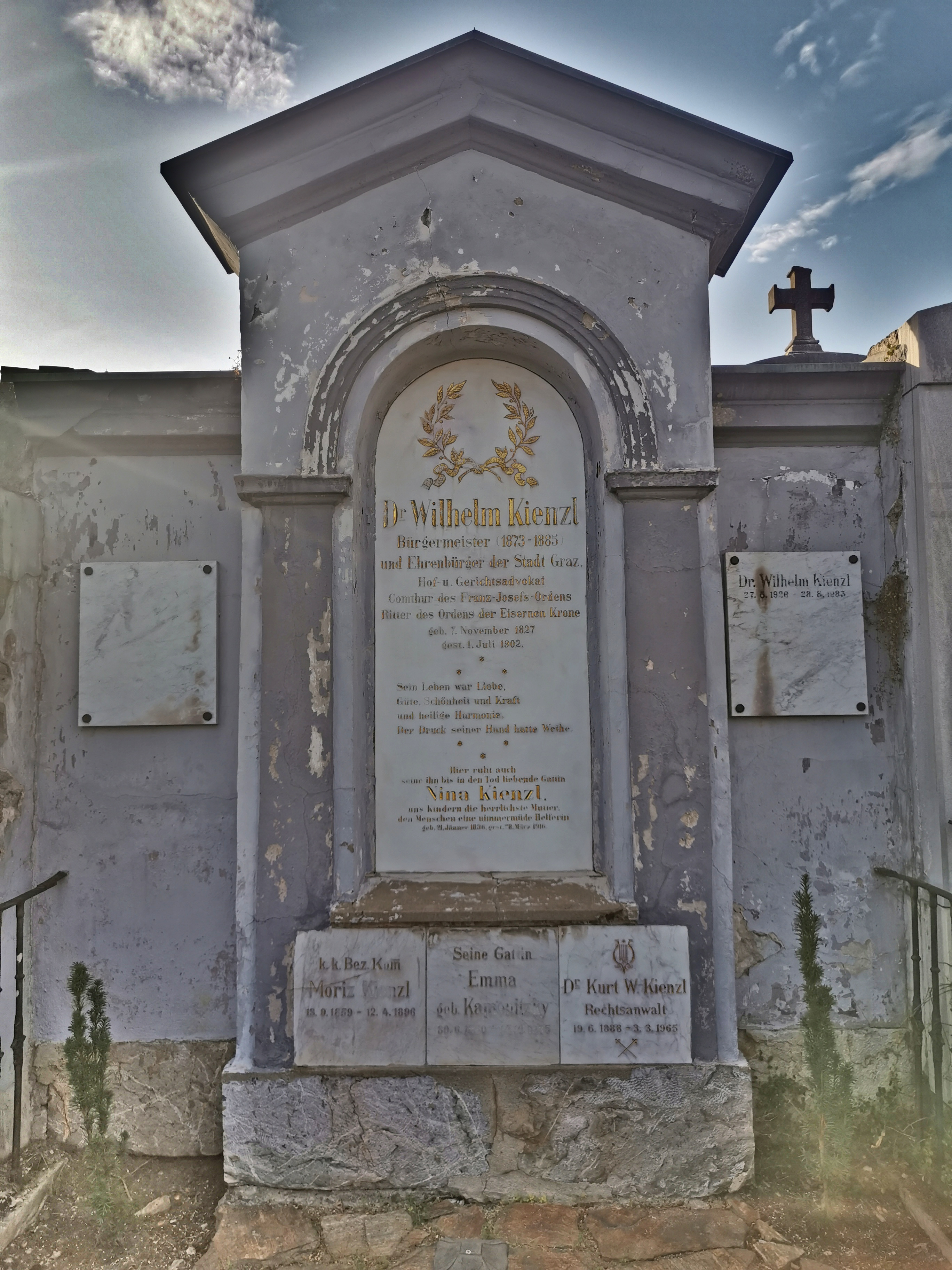
Grab Wilhelm Kienzls und seiner Familie am St.-Peter-Stadtfriedhof

Wilhelm Kienzl (* 7. November 1827 in Graz; † 1. Juli 1902 ebenda) war ein österreichischer Jurist und Politiker. Er war von 1873 bis 1885 Bürgermeister der Stadt Graz und von 1878 bis 1896 Abgeordneter zum Steirischen Landtag.

## Familie & beruflicher Werdegang
Wilhelm Kienzl entstammte einer bürgerlichen Grazer Handwerkerfamilie, sein Vater Florian war ein Riemermeister. Seit den 1850er-Jahren war Wilhelm Kienzl mit seiner Gattin Anna (Nina), geb. Kafka, verheiratet. Sie war eine engagierte Förderin des Deutschen Schulvereines und maßgebend an der Errichtung des ersten österreichischen Mädchen-Lyzeums in Graz beteiligt. Außerdem war sie schauspielerisch begabt und bis zu ihrem Tode literarisch und karitativ tätig. Das Paar hatte zwei Söhne: Den Komponisten Wilhelm Kienzl (1857–1941) und den Schriftsteller und Journalisten Hermann Kienzl (1865–1928).
Nach dem Besuch des Akademischen Gymnasiums in Graz studierte Kienzl an der Universität Wien Rechtswissenschaften und Staatswissenschaften. Während der Revolution von 1848/1849 war er Mitglied der Akademischen Legion, eines studentischen Freikorps. Ab 1856 war Kienzl als Hof- und Gerichtsadvokat im oberösterreichischen  Waizenkirchen tätig. 1861 kehrte er in seine Heimatstadt Graz zurück, wo er als Rechtsanwalt tätig war und sich im Gemeinwesen zu engagieren begann. Seit 1866 gehörte er dem Gemeinderat an und wurde schließlich 1873 zum Nachfolger des Bürgermeisters Moritz von Schreiner gewählt. Von 1878 bis 1896 war er außerdem Abgeordneter zum Steirischen Landtag und dort Obmann des Deutschen Clubs. Neben seinen politischen Mandaten war Kienzl langjähriger Präsident des Disziplinarrates der Steiermärkischen Advokatenkammer.

## Wirken als Bürgermeister
Reformen wie die Einführung des Metrischen Systems, eine neue Marktordnung und eine Neuregelung des Meldewesens brachten während Kienzls Bürgermeisterschaft eine deutliche Erleichterung der Verwaltung. 1875 wurde der Neubau der Staatsgewerbeschule (heute HTBLVA Graz-Ortweinschule) bewilligt. Von großer Dringlichkeit waren soziale Fragen; die Stadt wendete hohe Summen für Suppenküchen, Waisenhäuser und Krankenpflege auf, überwachte im Gegenzug aber Regelungen wie das (offenbar erforderliche) Bettelverbot für Kinder streng. Ein großes soziales Problem entstand aus dem Konkurs der städtischen Grazer Waggon-Maschinenbau- und Stahlwerksgesellschaft, infolgedessen hunderte Familien ihren Broterwerb verloren – die Stadt reagierte mit einem Spendenprogramm. Von großer Wichtigkeit für die wachsende Stadt waren Infrastrukturprojekte, etwa der Straßen und Brückenbau, die Ferdinands-Kettenbrücke (heute Keplerbrücke) und die hölzerne Albrechtsbrücke (heute Tegethoffbrücke) wurden durch moderne Eisenkonstruktionen ersetzt. 1876 wurde das städtische Schlachthaus eröffnet, die nun mögliche Überwachung und standardisierte Fleischbeschau brachten eine bedeutende sanitäre Verbesserung. Das Feuerwehrwesen wurde durch Einrichtung von Feuertelegraphen im Stadtgebiet verbessert. Für den Grazer Hauptplatz bis heute prägend ist der 1881 beschlossene Um- und Ausbau des Rathauses. Der öffentliche Verkehr erfuhr durch die Einführung einer Pferdetramway 1878 und den Neubau des Südbahnhofes (heute Hauptbahnhof Graz) wichtige Verbesserungen. Ab 1879 begann man mit der Planung des Zentralfriedhofes (dessen Baubeginn jedoch erst 1886 war). Die erwähnten (und noch zahlreiche weitere) infrastrukturellen Maßnahmen konnten dank einer Anleihe in Höhe von rund 3 Millionen Gulden finanziert werden. Der Beschluss, die Anleihe aufzunehmen, war bereits unter Kienzls Vorgänger Moritz von Schreiner gefallen, der Prozess konnte aus rechtlichen Gründen jedoch erst 1876 abgeschlossen werden. Die Anleihe war schon damals als  Investition für folgende Generationen verstanden worden, und tatsächlich sind viele damit getätigte Investitionen bis heute für die Stadt von Bedeutung. Neben Infrastrukturprojekten wurde aber auch viel Augenmerk auf die Stadtverschönerung gelegt. Die Befestigung des Nikolaikais fällt ebenso in Kienzls Amtszeit wie die Anlage des Volksgartens, die weitere Erschließung des Schlossberges oder die Errichtung des Erzherzog Johann-Brunnens am Hauptplatz, bzw. des großen Brunnens und des Denkmals für Anastasius Grün im Stadtpark. Treibende Kraft hinter diesen Projekten war der von Bürgermeister Moritz von Franck begründete Stadtverschönerungsverein.
Wie sich an verschiedenen Konflikten zeigte, vertrat der Gemeinderat in jener Zeit weitgehend liberale, deutschnationale und antiklerikale Positionen. 1875 ließ sich der (vergebliche) spanische Thronanwärter  Alfonso Carlos de Borbón, ein streng antiliberaler, katholischer Adeliger, in Graz nieder, was unter Studenten, Arbeitern und anderen liberalen Kreisen Unmut auslöste. Diese sogenannte „Don-Alfonso-Affäre“ eskalierte zunehmend in gewalttätigen Kundgebungen, die von Kienzl jedoch entschärft werden konnten. Einem ähnlich antiklerikalem Geist entsprang die Verlegung der Dreifaltigkeitssäule vom zentral gelegenen Eingang der Sackstraße auf den abseitigeren Karmeliterplatz. Schon 1874 hatte der Gemeinderat in einer Petition an den Reichsrat die Einführung der obligatorischen Zivilehe gefordert. 1883 musste Kienzl sich wegen seiner Teilnahme an einer Fronleichnamsprozession dafür rechtfertigen, „das Ansehen des Klerus, obwohl dieser im politischen Kampfe gegen Kultur und Deutschtum stehe, auf solche Weise zu erhöhen.“ Der deutschnationale Geist im Gemeinderat zeigte sich auch in der Unterstützung des Deutschen Schulvereines oder z. B. in heftigen Protesten gegen eine zweisprachige (deutsch/slowenisch) Werbeaktion der Gesellschaft vom Roten Kreuz im Jahr 1880.
Kienzls Haus im Paradeishof (heute Teil des Komplexes von Kastner & Öhler) entwickelte sich in den 1870er-Jahren zu einem Zentrum des kulturellen Lebens – kein namhafter Künstler konnte es sich erlauben, nicht dem Bürgermeister und seiner Gattin im Salon die Aufwartung zu machen. Für seine Verdienste wurde Wilhelm Kienzl mit dem Komturkreuz des Franz-Joseph-Orden sowie dem Orden der Eisernen Krone III. Klasse ausgezeichnet. Die mit letzterem Verbundene Möglichkeit einer Nobilitierung lehnte er ab. 1885 ernannte die Stadt Graz den mit 12 Amtsjahren bis dahin längstdienende Bürgermeister zu ihrem Ehrenbürger. Kienzls Tod am 1. Juli 1902 löste große Anteilnahme aus, der Leichenzug quer durch die Stadt von Kienzls Wohnhaus im Paradeishof zum Stadtfriedhof St. Peter geriet zu einem öffentlichen Ereignis.